# هاسميك بابيان
هاسميك بابيان هي سوبرانو أرمينية، وُلدت في 2 سبتمبر عام 1961. تُعد من أشهر مغنيات الأوبرا الأرمن على الصعيد الدولي في مجال الغناء الدرامي. وقد مُنحت لقب فنانة الشعب في أرمينيا في عام 2004. ونالت لقي السفيرة الثقافية لأرميينيا في العالم لمساهماتها في الثقافة الأرمينية عام 2005 من قبل كاثوليكوس الكرسي الرسولي كاريكين الثاني، كما حصلت على وسام القديس ساهاج والقديس مسروب ووسام القديس ميسروب ماشدوتس. وقد خصصت لها كل من أوبرا بنوز ولوفيغارو صفحات مهمة، فيما وصفتها صحيفة واشنطن بوست بأفضل نورما على قيد الحياة.

## زواجها
تزوجت من الكاتب المسرحي كونراد كون، الذي عمل في مختلف المسارح الأوروبية، وأنجبت منه ابنة واحدة.